# Embryon
 (juillet 2012).
Si vous disposez d'ouvrages ou d'articles de référence ou si vous connaissez des sites web de qualité traitant du thème abordé ici, merci de compléter l'article en donnant les références utiles à sa vérifiabilité et en les liant à la section « Notes et références ».
Un embryon (du grec ancien ἔμϐρυον / émbruon) est un organisme en développement depuis la première division de l'œuf ou zygote jusqu'au stade où les principaux organes sont formés.
L'embryologie est l'étude de la croissance d'un organisme durant toute la gestation, c'est-à-dire à la fois pendant la période embryonnaire et la période fœtale.

## Chez l'humain

### Développement

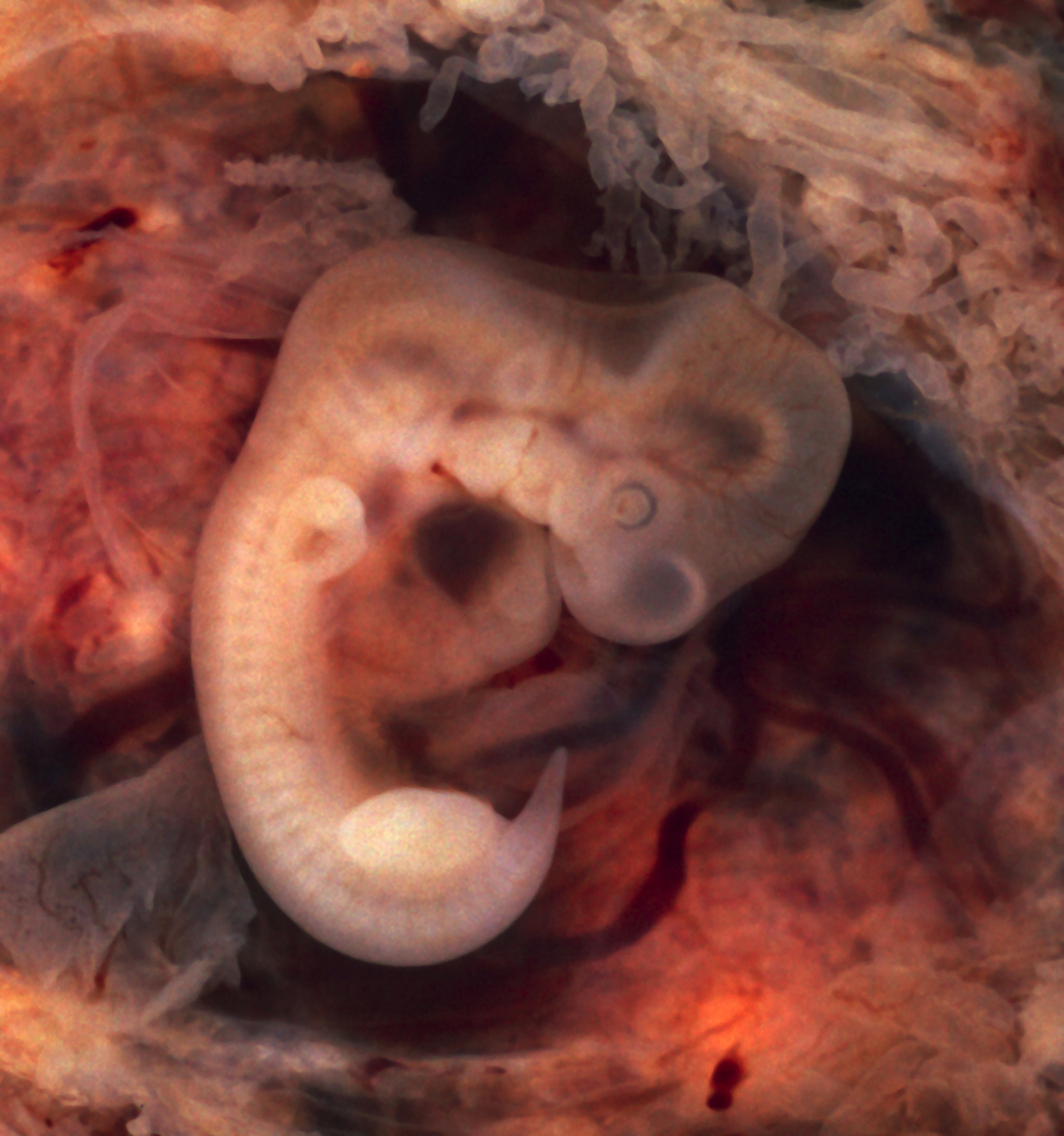
Embryon humain de cinq semaines (grossesse tubaire) ; on note la tête en haut avec l'ébauche des yeux ; les bras et les jambes sont à l'état de bourgeons.

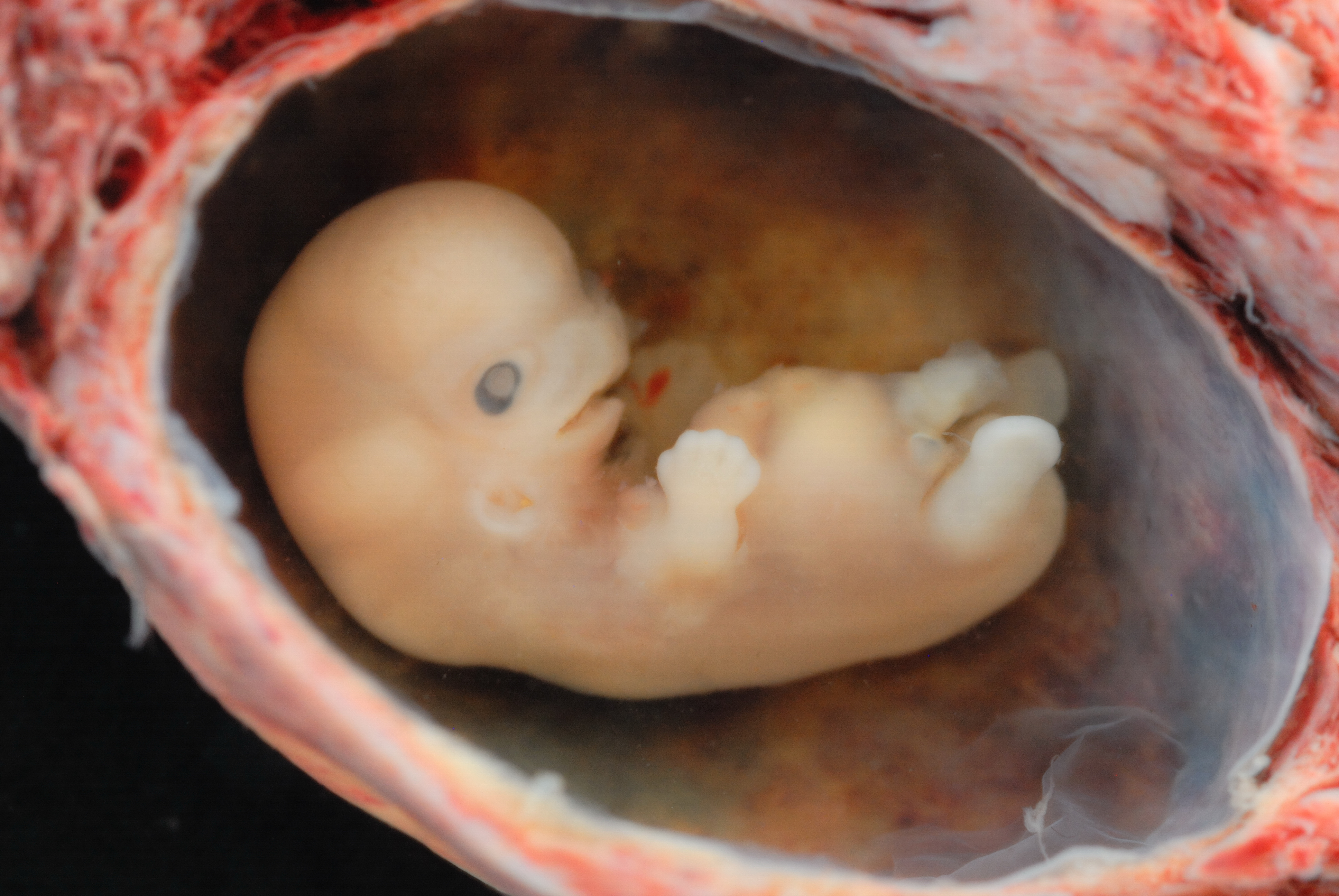
Embryon humain d'environ six semaines.

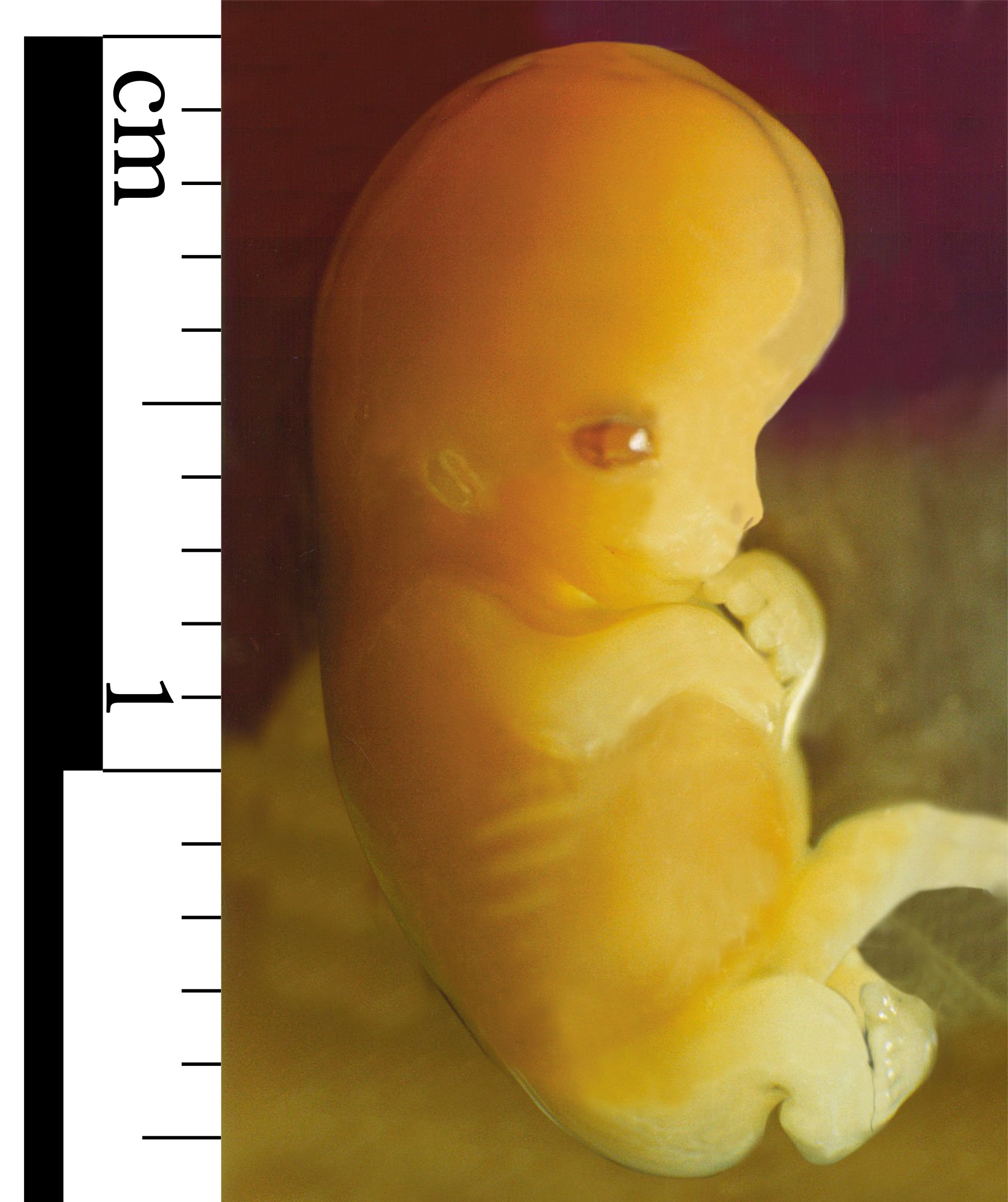
Un embryon humain âgé d'environ 7 semaines.

Chez l'être humain, le stade embryonnaire dure huit semaines (soit dix semaines d'aménorrhée). Cette période aboutit à la formation du fœtus. Au-delà et jusqu'au terme de la grossesse, on parle de fœtus.
Dans notre espèce, la fécondation d'un ovocyte, gamète femelle, par un spermatozoïde, gamète mâle, engendre un zygote (ou cellule-œuf). Lors de cette union, en apportant les molécules de son noyau, le spermatozoïde, ou gamète mâle, transmet la moitié des chromosomes du zygote et quelques autres molécules épigénétiques. L'ovocyte fournit l'autre moitié des chromosomes et le reste des molécules du zygote, y compris ses molécules épigénétiques. Chacun de ces deux gamètes  apporte donc sa part d'information génétique sous la forme de chromosomes et de molécules épigénétiques. Les mitochondries de l'embryon ne provenant que de l'ovocyte, l'analyse du patrimoine génétique des mitochondries permet de retracer les lignes de reproduction maternelles. L'ensemble du matériel génétique humain ainsi réuni sera reproduit lors des divisions successives de l'œuf, par le processus de mitose à quelques exceptions près. Des cellules mutent lors des mitoses et transmettent ces mutations à leur descendance. Certaines de ces mutations sont programmées dans les lymphocytes "mémoires" B et T, et dans certains neurones, d'autres sont aléatoires et favorisées par les conditions de vies inappropriées de leu cellule (M. Radmann, gènes SOS). Lors de sa première semaine, l'embryon est nourri et hydraté par des sécrétions des glandes utérines stimulées par la progestérone produite par le corps jaune de l'ovaire.
Jusqu'au quatrième jour, les cellules se divisent sans se différencier au sein de la coque pellucide héritée de leur ovule. Chacune d'elles est qualifiée de totipotente : placée dans un utérus, elle peut engendrer un fœtus viable. Lors de ce quatrième jour, en fermant les espaces qui les séparent et en s'aplatissant, les cellules de l'embryon se spécialisent et perdent leur totipotence. Les plus extérieures de l'embryon le compactent et deviennent son trophoblaste. Les cellules internes deviennent le pôle embryonnaire. Au cinquième jour, le trophoblaste perce la coque pellucide. Il en sort avec les cellules embryonnaires qu'il protège en son sein. Au septième jour après la fécondation, les cellules au contact de l'utérus prolifèrent et constituent le placenta de l'embryon. En creusant l'utérus, ce placenta s'implante, avec le reste de l'œuf, dans l'endomètre : c'est la nidation. Au contact du placenta la ou les survivantes deviennent le bouton embryonnaire. Les cellules embryonnaires déficientes ou trop loin du placenta se suicident et libèrent leur contenu dans le blastocèle : la cavité au contact du trophoblaste et séparée du placenta par le bouton embryonnaire. Une couche de cellules extra-embryonnaires sépare le bouton embryonnaire de ce blastocèle. A J8 une autre cavité, l'amnios, se développe entre le bouton embryonnaire et le placenta. Le bouton embryonnaire est séparé de l'amnios par une couche de cellules extra-embryonnaires. 
L'embryon humain est sexuellement peu différencié jusqu'à la septième semaine après la conception : il ne possède alors que des gonades primitives et les canaux de Wolff et de Müller. Lors du développement du système reproducteur femelle les ovaires produisent des œstrogènes. Cette hormone permet le maintien des canaux de Müller, qui se transforment peu à peu en oviductes. Chez l'embryon féminin, les canaux de Wolff dégénèrent par l'absence de testostérone, et la différenciation est favorisée par le gène DAX1, qui inhibe les caractères masculins. Chez l'embryon masculin, à partir de la huitième semaine, le gène SRY porté par le chromosome Y déclenche le développement du système reproducteur mâle,.

Développement de l'embryon (à g.) jusqu'au fœtus (à d.).

### Anecdote
L'embryon humain a des ébauches de branchies. Elles sont situées de chaque côté de la tête, mais avant la septième semaine, elle se rétractent laissant place aux glandes parathyroïdes et les thymus. Ces stigmates sont hérités de nos ancêtre tétrapodes (quatre membres) sortis des eaux il y a plus de 350 millions d’années .

### Statut juridique
En droit français, l'embryon n'est pas considéré comme une personne juridique. Cette position est partagée par un certain nombre de systèmes juridiques.

#### Interruption de la grossesse
En France, l'interruption volontaire de grossesse est autorisée jusqu'à 16 semaines d'aménorrhée (14 semaines de grossesse) depuis le 2 mars 2022 ; en Belgique, jusqu'à 14 semaines d'aménorrhée — soit au-delà du stade de l'embryon. Mais l'avortement est possible, au delà de ce délai, et jusqu'à la fin de la grossesse, en cas de danger grave pour la santé de la personne enceinte ou de forte probabilité de le foetus soit atteint d'une pathologie grave et incurable au moment du diagnostic. 
D'autres États autorisent l'IVG à des stades plus avancés que ne le fait la France : l'avortement aux Pays-Bas est ainsi autorisé jusqu'à 24 semaines de grossesse sur seule demande de la personne enceinte ; l'avortement au Canada ne connait aucun délai légal. 
L'interruption volontaire de grossesse (IVG) est à l'inverse interdite ou très strictement encadrée dans d'autres pays.

#### Recherche scientifique sur l'embryon
Le Parlement français a adopté mardi 6 août 2013, par un vote des députés, un texte autorisant la recherche sur l’embryon et les cellules souches. Cette recherche est possible sous des conditions très strictes établies dans l'article L2151-5 du Code de la santé publique liées au but des expériences menées,à la nécessité d'utilisation de l'embryon, à l'absence de projet parental entourant l'embryon et au consentement des parents, ou du membre survivant du couple. Il faut noter qu'il s'agit d'embryons conçus in vitro. Ce projet de loi fut soutenu par le premier gouvernement de Jean-Marc Ayrault.

### Statut dans les différentes religions
L'Église catholique ne s'est pas formellement prononcée sur le moment précis de l'animation de l'être humain. Son instruction romaine Donum Vitae suggère que l'embryon possède une âme spirituelle dès sa conception.

## Chez les animaux

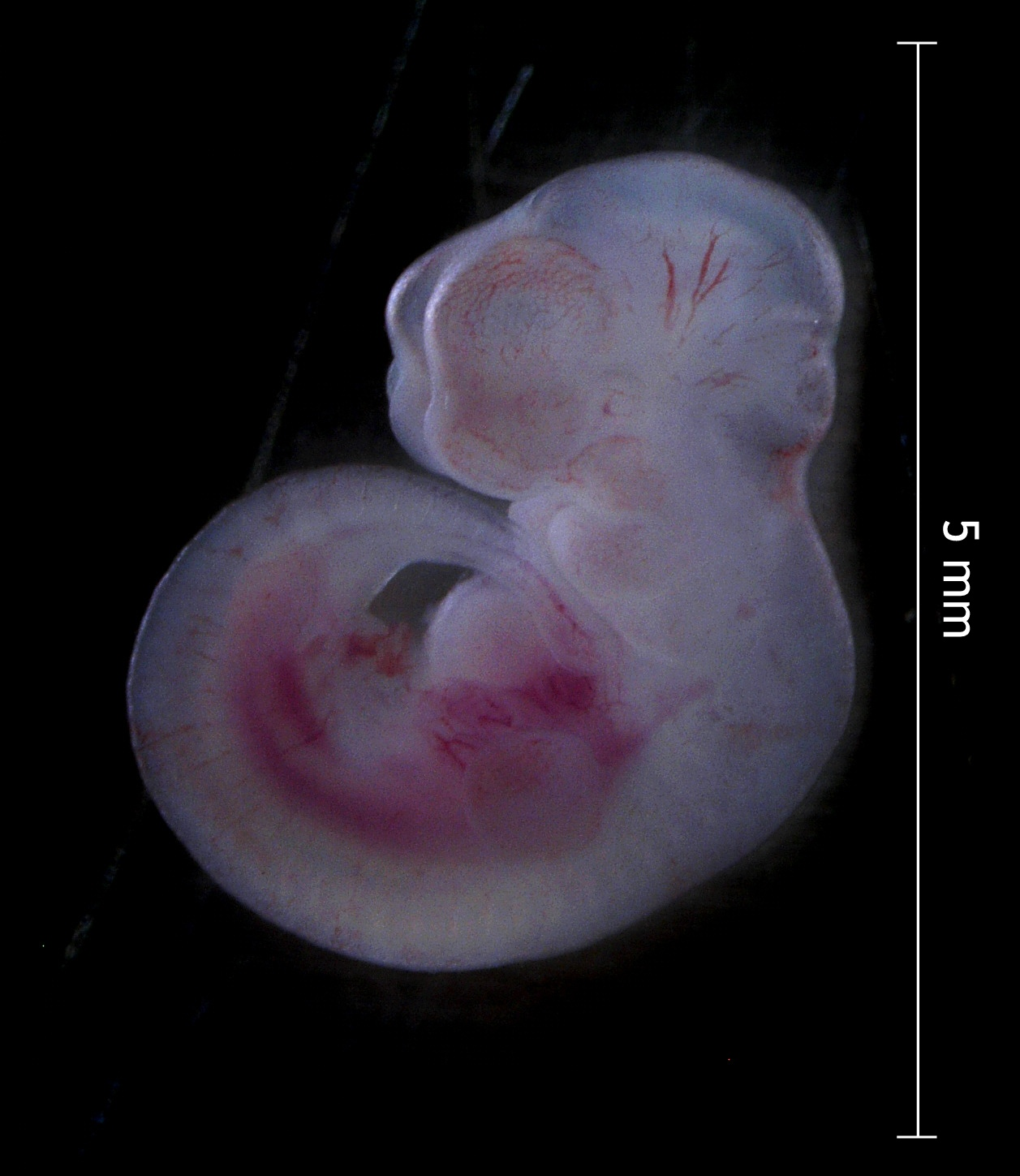
Embryon de souris commune.

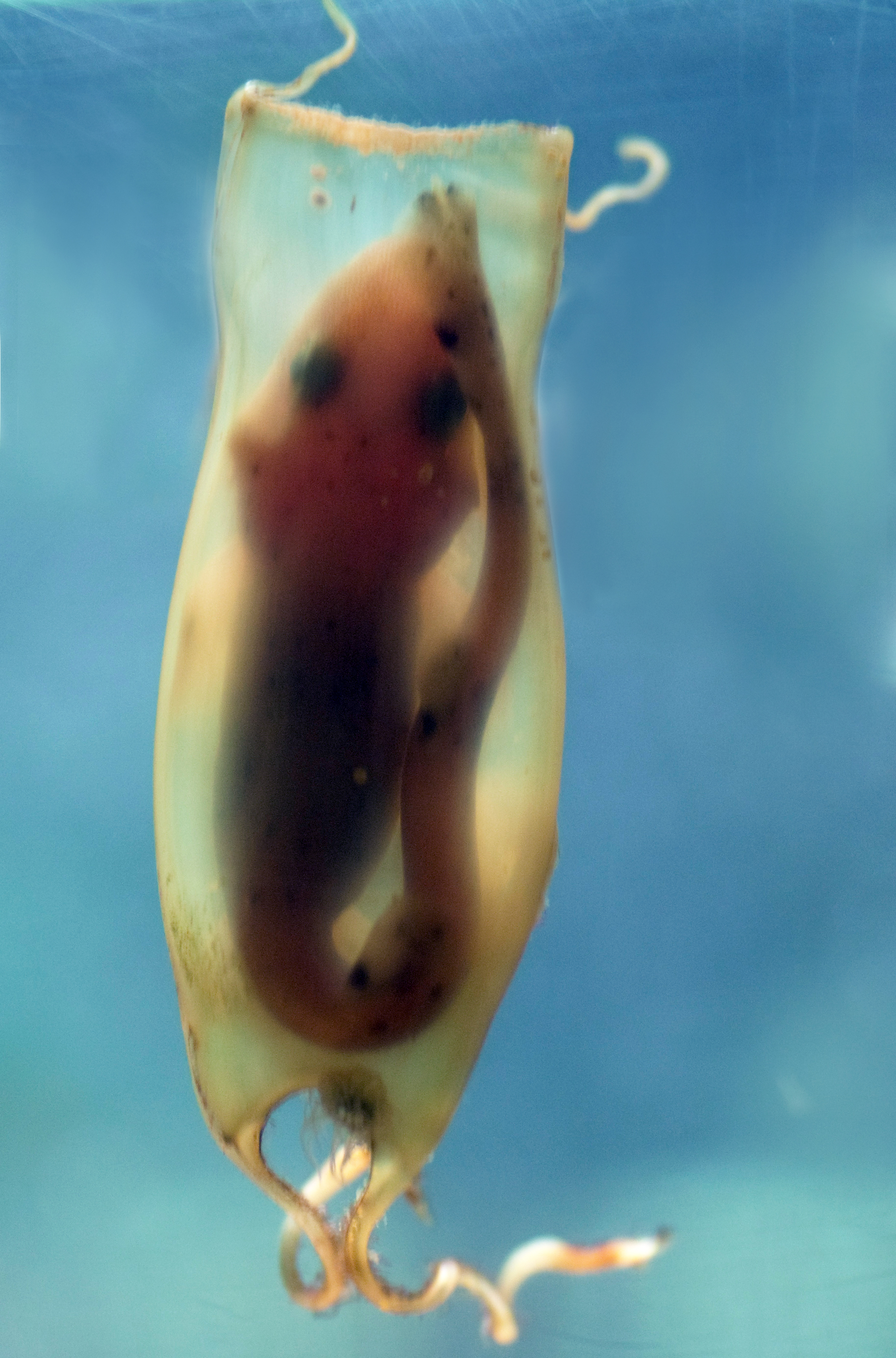
Embryon dans un œuf de Petite roussette (Scyliorhinus canicula).

Le développement de l'embryon de la plupart des animaux multicellulaires, ou métazoaires, comprend successivement :
1. Le clivage ou la segmentation qui correspond aux premières mitoses de l'embryon ;
2. La gastrulation qui met en place les deux (ectoderme, endoderme) ou trois (+ mésoderme) feuillets embryonnaires qui vont former les tissus et organes caractéristiques de l'espèce. L'organisation de l'embryon est souvent bouleversée au cours de ce processus qui implique de nombreuses migrations cellulaires ;
3. La neurulation et l'organogénèse au cours desquels le système nerveux et les organes se forment à partir des feuillets.

Les embryons des métazoaires peuvent respirer soit par diffusion directe à travers le tégument (exemple : embryons d'amphibiens), soit à l'aide d'une annexe embryonnaire qui joue le rôle de « poumon » ou de « branchie » transitoire (embryons d'amniotes, pour la plupart des mammifères c'est le placenta qui assure ce rôle).
Les embryons des métazoaires peuvent se nourrir à partir des réserves contenues dans leurs cellules et déposés initialement dans l'ovocyte par leur mère (embryons d'arthropodes, d'amphibiens), ou se nourrissent à l'aide d'annexes embryonnaires (embryons d'amniotes, pour la plupart des mammifères c'est le placenta qui assure ce rôle).

## Chez les plantes

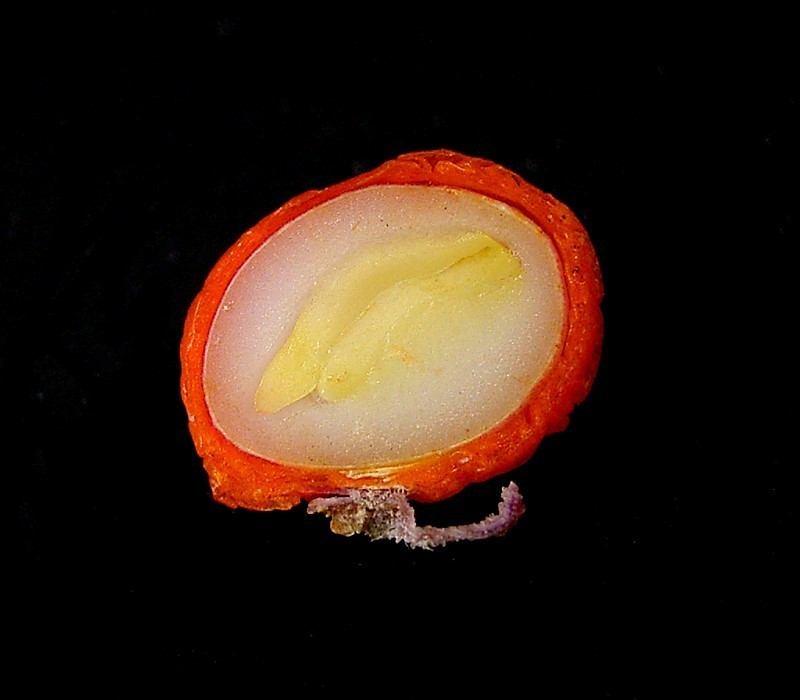
Embryon de Fusain d'Europe (en jaune).

En botanique, l'embryon est l'ensemble de cellules issues de la division de l'œuf jusqu'au stade de la plantule, organisme maintenu en vie latente, pendant un temps variable, au sein de la graine et qui comprend quatre parties : la gemmule, la tigelle, le(s) cotylédon(s) et la radicule.

## Polyembryonie
La polyembryonie se définit par la formation d'au moins deux embryons viables à partir d'une seule cellule-œuf. Elle correspond chez les humains à la formation de jumeaux monozygotes (univitellins, « vrais » jumeaux ou jumeaux « identiques »).